# 薔薇と雨
「薔薇と雨」（ばらとあめ）は、布袋寅泰の楽曲である。1994年12月14日に東芝EMIより8枚目のシングルとして発売された。

## 概要
前作『サレンダー』から9ヶ月ぶりとなるシングル。アルバム『GUITARHYTHM IV』（1994年）からのリカット・シングル。

## 収録曲
| #         | タイトル                                                          | 作詞             | 作曲             | 編曲                       | 時間  |
| --------- | ----------------------------------------------------------------- | ---------------- | ---------------- | -------------------------- | ----- |
| 1.        | 「薔薇と雨 (SINGLE VERSION)」                                     | 布袋寅泰         | 布袋寅泰         | 布袋寅泰、サイモン・ヘイル | 3:40  |
| 2.        | 「CRYING IN THE CHAPEL (GUITARHYTHM SERIOUS? TOUR ENDING THEME)」 | アーサー・グレン | アーサー・グレン | 布袋寅泰                   | 3:34  |
| 3.        | 「薔薇と雨 (ORIGINAL KARAOKE)」                                   |                  | 布袋寅泰         | 布袋寅泰、サイモン・ヘイル | 3:40  |
| 合計時間: | 合計時間:                                                         | 合計時間:        | 合計時間:        | 合計時間:                  | 10:54 |

## 曲解説
1. 薔薇と雨 (SINGLE VERSION)
アルバム『GUITARHYTHM IV』に収録されているものとは違い、冒頭にアコギのイントロが追加収録されている。
前年、ロンドンに長期滞在していた時期に作曲された。雨の日に窓辺の薔薇を見て着想を得た楽曲である。
スイスのスタジオにて偶然デヴィッド・ボウイと対面した際、この楽曲を「It's a nice song.」と賞賛された逸話がある[1]。また、当時の妻だった山下久美子もこの楽曲を聴いて涙したという。[1]
1994年12月30日に放送されたテレビ朝日系『ミュージックステーションスーパーライブ94』に同曲で出演[2]。
2. CRYING IN THE CHAPEL (GUITARHYTHM SERIOUS? TOUR ENDING THEME)
エルヴィス・プレスリーの曲「クライング・イン・ザ・チャペル」（1965年）のカバー。
3. 薔薇と雨 (ORIGINAL KARAOKE)

## 収録アルバム
薔薇と雨
- GUITARHYTHM IV
- GUITARHYTHM FOREVER Vol.2
- SPACE COWBOY SHOW
- GREATEST HITS 1990-1999
- MTV UNPLUGGED
- GUITARHYTHM BOX

CRYING IN THE CHAPEL
- B-SIDE RENDEZ-VOUS